# Christine Cordsen
Christine Cordsen (født 23. maj 1958) er en dansk journalist.
Cordsen blev uddannet fra Danmarks Journalisthøjskole i 1986. Sin praktiktid havde hun på Politiken, men fik efterfølgende job på Alt for Damerne og senere det dengang nyetablerede TV 2. Hun vendte tilbage til Politiken i 1993 som politisk reporter, og var frem til oktober 2009 souschef for avisens politiske redaktion. Hun var i en periode forsvarsmedarbejder, nyhedsredaktør og jourhavende på indlandsredaktionen. Fra 2009-2015 var hun leder af Jyllands-Postens redaktion på Christiansborg. I november 2015 blev hun ny politisk korrespondent på DR, hvor hun overtog stillingen fra Ask Rostrup.
Under Tamilsagen afslørede Christine Cordsen og en kollega den senere så omtalte telefax fra Grethe Fenger Møller (K) til justitsminister Erik Ninn-Hansen.